# Maximiliano Olivera
Maximiliano Olivera, né le 5 mars 1992 à Montevideo, est un footballeur uruguayen. Il évolue au poste d'arrière gauche.

## Biographie

### En club
Avec les clubs des Montevideo Wanderers et du CA Peñarol, il joue 13 matchs en Copa Libertadores, marquant un but, et quatre en Copa Sudamericana.

### En équipe nationale
Avec les moins de 20 ans, il participe à la Coupe du monde des moins de 20 ans en 2011. Lors du mondial junior organisé en Colombie, il joue deux matchs, contre le Portugal et la Nouvelle-Zélande.

## Palmarès
- Champion d'Uruguay en 2016 avec le CA Peñarol